# Романцова Олександра Володимирівна
«Після того, як 1 грудня [2013 року] надихалася перцевого газу на вул. Банковій, зрозуміла, що існує певна розгубленість серед натовпу. Я вирішила допомогти і почала дзвонити тим, хто під час Помаранчевої революції в 2004 році, займався різними функціями. Зокрема, написала Олександрі Матвійчук, голові правління ЦГС, звідки дізналася про їх гарячу лінію Євромайдан SOS. Так, я почала волонтерити.
Вдень я працювала у банку, з 6 вечора йшла на Майдан допомагати медикам, а потім з 4 до 8 ранку – в офіс ЦГС. Ми прийняли близько 16 тисяч дзвінків з 30 листопада до кінця березня. У нас було більше 200 волонтерів. Також ми займалися безвісти зниклими на Майдані. Ми знайшли близько 300 людей».
Олександра Володимирівна Романцо́ва (нар. 17 грудня 1985, Миколаїв) — українська правозахисниця, виконавча директорка організації «Центр громадянських свобод», яка у 2022 році отримала Нобелівську премію миру.

## Біографія
Олександра Романцова народилася у 1985 році у місті Миколаїв на півдні України. Є економісткою за фахом: здобула ступінь магістра за фахом «міжнародна економіка» на факультеті міжнародних відносин університету «Крок» (у 2007 році), а також ступінь магістра із управління проєктами в тому ж університеті (у 2013 році). У студентські роки займалася студентським самоврядуванням, у 2006 році стала студентським мером Києва.
По закінченні університету з 2007 року працювала в УкрСиббанку. Серед її посадових обов'язків у різні періоди була корпоративна освіта, керування комунікаційними та навчальними проєктами, розвиток мережі банківських відділень.
У кінці 2013 року долучилася до Євромайдану і почала волонтерити для ініціативи Євромайдан SOS, яка була створена у відповідь на незаконні дії влади щодо розгону мирної акції у ніч проти 30 листопада 2013 року на Майдані Незалежності. Під час Революції Гідності волонтерила у наданні медичної допомоги, надавала правову допомогу протестувальникам, долучалася до пошуку зниклих безвісти.
У травні 2014 року покинула роботу в банку і долучилася до Центру громадянських свобод як правозахисниця. Першим її проєктом, фінансування на який Романцова знайшла сама, був моніторинг ситуації на Донбасі та в Криму на фоні російської агресії. Влітку 2014 року потрапила під обстріл терористів самопроголошеної «ДНР», внаслідок чого отримала легке поранення.
З 2014 по кінець 2016 року координувала проєкт мобільного спостереження за порушеннями прав людини та воєнними злочинами на сході України та за політичними переслідуваннями з боку російської окупаційної влади у Криму. Також із 2015 року відповідає за міжнародну адвокацію результатів роботи організації.
З 2015 року і до цього часу Олександра також відповідала за міжнародну адвокацію результатів роботи Центру. У рамках цієї діяльності вона постійно співпрацює з такими міжнародними організаціями, як ОБСЄ, ЄС, ООН, Рада Європи, а також міжнародними правозахисними організаціями та їхніми об’єднаннями.
З березня 2017 року Олександрі заборонений в’їзд до Російською Федерації та Білорусі. Отримати офіційну відповідь від влади РФ, що саме стало причиною заборони, так і не вдалось. 
Із 2017 до 2018 року була заступницею голови Правління Центру громадянських свобод. У 2018 році в організації була введена позиція виконавчої директорки, тоді ж її зайняла Олександра Романцова.
Під час повномасштабного російського вторгнення в Україну, яке почалося у лютому 2022 року, Центр громадянських свобод під керівництвом голови Правління Олександри Матвійчук та виконавчої директорки Олександри Романцової займається документуванням воєнних злочинів Росії, правовою допомогою українцям та адвокацією інтересів України на міжнародній арені. У травні 2022 року організація нагороджена премією Democracy Award 2022, у жовтні 2022 — відзначена Нобелівською премією миру.